# Golem Grad
Golem Grad (mazedonisch Голем Град, zu Deutsch Große Stadt), auch Schlangeninsel genannt, ist eine 0,18 km² große Insel im nordmazedonischen Teil des Großen Prespasees nahe dem Dreiländereck Nordmazedonien, Albanien, Griechenland. Die Insel liegt im Verwaltungskreis Resen, der nächstgelegene Ort Konjsko ist etwa vier Kilometer entfernt. Die Insel erhebt sich bis 30 Meter über den Seespiegel, der auf 853 Meter Höhe liegt.

## Naturschutzgebiet

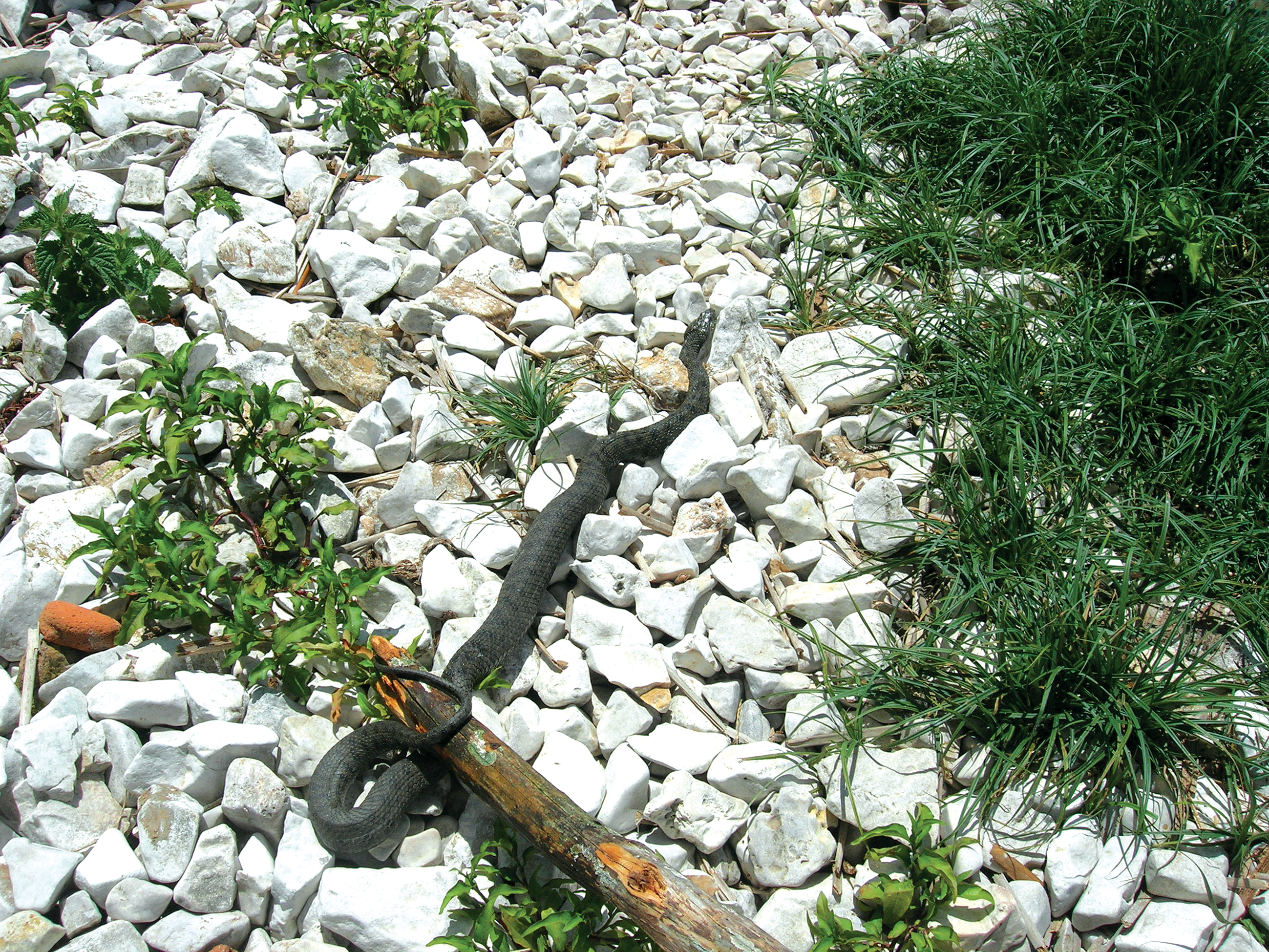
Würfelnatter auf der Insel

Das 18 Hektar große Golem Grad ist etwa 600 m lang und 350 m breit. Die an der Küste felsige und im Inneren von zahllosen kleinen Steinen bedeckte Insel ist unbewohnt und steht unter Naturschutz. Neben einigen zerklüfteten Höhlen in den Felsen der Steilküste findet man an der Küste zahlreiche Nistplätze von Pelikanen und anderen Wasservogelarten. Das Innere der jetzt wieder dicht bewaldeten Insel ist das Refugium zahlreicher Schlangenarten. Für die Reptilien bietet diese unbewohnte Insel einen idealen Lebensraum, Kleinsäuger und Nagetiere sind daher nur selten zu finden. Eine weitere Besonderheit ist die große Zahl verwilderter alter Nutzpflanzen, Bäumen und Sträuchern. Die Insel wurde schon 1958 vom mazedonischen Staat zum Naturschutzgebiet ausgewiesen. Daraus entstand der heutige Nationalpark Galičica, zu dem auch das gesamte Galičica-Gebirge und der Prespasee gehören. Seit August 2008 ist die Insel für Touristen zugänglich, es wurden drei Anlegestellen geschaffen.

## Geschichte
Die Insel wurde schon vor mehr als 2500 Jahren von Menschen bewohnt, die ersten Siedler nutzten diesen Ort wohl bevorzugt zum Fischfang. In der Römerzeit lag die Insel etwa zehn Kilometer südlich der Via Egnatia und wurde als Landgut genutzt. Die Insel wurde seit dem fünften Jahrhundert zum Rückzugsort von frühchristlichen Mönchen. Sie nutzten den Ort als Inselkloster und errichteten sieben Kirchen und Kapellen. Davon sind noch die Ruinen von St. Peter, St. Dimitrija, St. Atanas, St. George und St. Ilya zu besichtigen. Die Insel diente stets auch als Versteck von Schmugglern und Rückzugsort von Widerstandskämpfern, beispielsweise in den Kämpfen mit den Osmanen, in den Unabhängigkeitskriegen und im Zweiten Weltkrieg als Versteck von Partisanen.

## Archäologische Denkmäler
In der Römerzeit befand sich im Zentrum der Insel eine römische Villa, und im südlichen Teil, in einiger Entfernung dazu, konnten die Grundmauern von Lager- und Wirtschaftsgebäuden und einer Zisterne freigelegt werden. Bei den Ausgrabungen wurden auch die Reste der Klosterkirchen untersucht und dokumentiert.